# 布赖恩·沃尔顿
布赖恩·沃尔顿（英語：Brian Walton，1965年12月18日—），加拿大男子自行车运动员。他曾代表加拿大参加1988年、1996年和2000年夏季奥林匹克运动会自行车比赛，其中1996年奥运会获得一枚银牌。